# Costantino Patrizi Naro

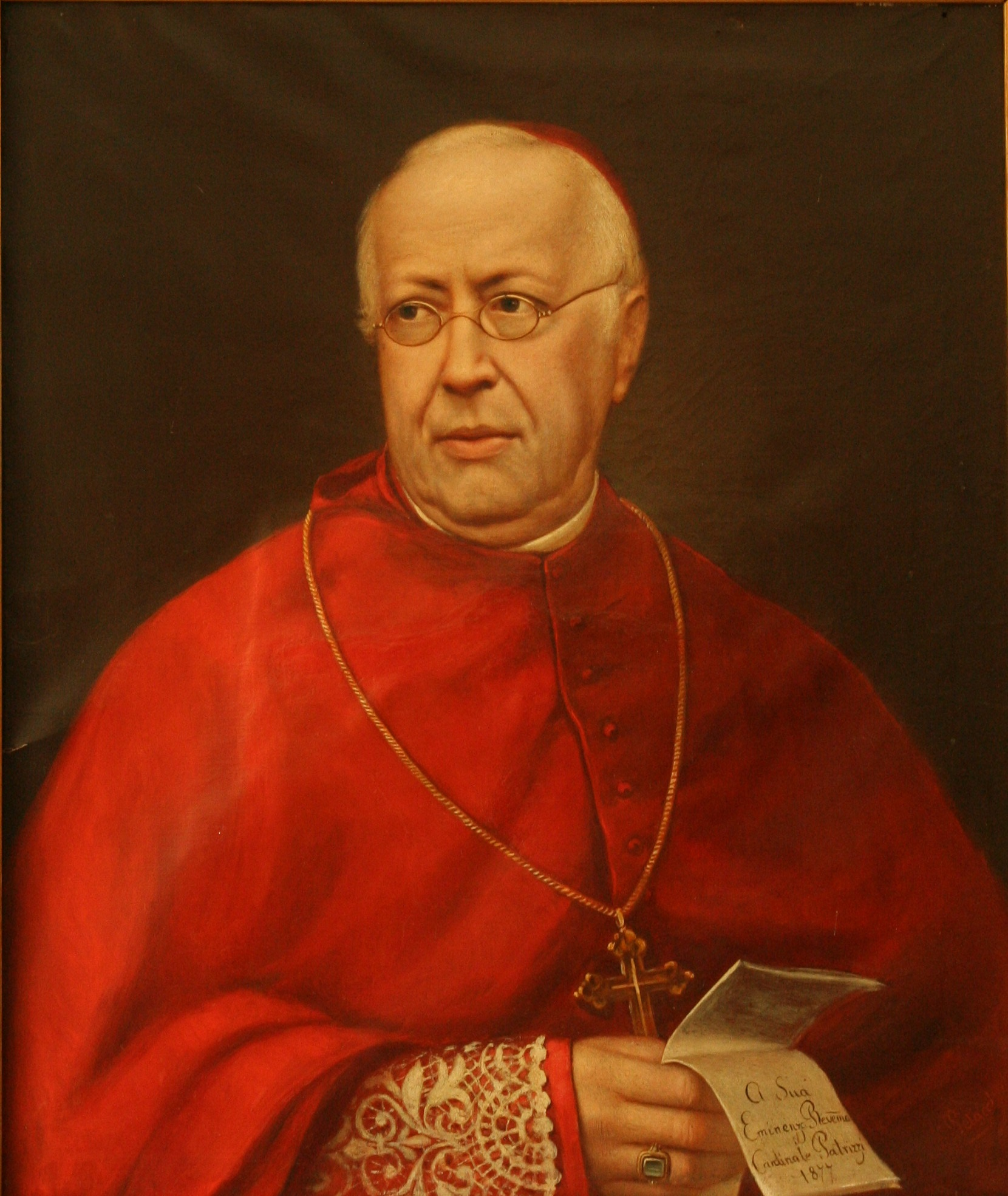
Kardinal Costantino Patrizi Naro

Costantino Patrizi Naro (* 4. September 1798 in Siena; † 17. Dezember 1876 in Rom) war ein italienischer Kurienkardinal der römisch-katholischen Kirche. Benedetto Naro, ebenfalls Kardinal, war sein Urgroßonkel.

## Leben und Wirken
Costantino Patrizi Naro studierte am Collegio dei Protonotari in Rom, das er als Doktor beider Rechte verließ. Am 16. Juni 1819 empfing er die Priesterweihe. Er arbeitete als Richter an der Römischen Rota.
Leo XII. ernannte ihn am 15. Dezember 1828 zum Titularerzbischof von Philippi. Der Auditor der Römischen Rota für Österreich Carlo Odescalchi SJ spendete ihm am 21. Dezember desselben Jahres die Bischofsweihe; Mitkonsekratoren waren Lorenzo Girolamo Mattei, Lateinischer Patriarch von Antiochien, und Daulo Augusto Foscolo, Erzbischof von Korfu. Patrizi Naro vertrat seit dem 16. Januar 1829 als Nuntius die Interessen des Heiligen Stuhls im Großherzogtum Toskana. Er blieb in der Toskana bis zu seiner Ernennung zum Präfekten des Apostolischen Palastes am 2. Juli 1832 durch Papst Gregor XVI.
Am 23. Juni 1834 nahm derselbe Papst Patrizi Naro als Kardinal in pectore in das Kardinalskollegium auf. Am 11. Juli 1836 wurde seine Erhebung durch die Ernennung zum Kardinalpriester von San Silvestro in Capite veröffentlicht. Er leitete als Präfekt vom 6. Juli 1839 bis zum 22. Dezember 1841 die Kongregation für die Bischöfe. 1841 wurde Patrizi Kardinalvikar des Papstes für die Diözese Rom und behielt dieses Amt bis in sein Todesjahr 1876. Von 1845 bis 1867 war er zudem Erzpriester der Patriarchalbasilika Santa Maria Maggiore. Er nahm teil am Konklave 1846, das Pius IX. wählte. Derselbe erhob ihn am 20. April 1849 zum Kardinalbischof des suburbikarischen Bistums Albano. Von 1854 bis 1860 leitete Patrizi Naro als Präfekt die Ritenkongregation. Vom 10. Oktober 1860 bis zu seinem Tod amtierte er als Sekretär der Kongregation der römischen und allgemeinen Inquisition. Er war von 1867 bis 1876 Erzpriester der Patriarchalbasilika Sankt Johannes im Lateran.
Von 1869 bis 1870 nahm Kardinal Patrizi Naro als Konzilsvater am Ersten Vatikanischen Konzil teil. Mit der Ernennung zum Kardinalbischof von Ostia am 8. Oktober 1870 wurde er als Kardinaldekan primus inter pares des Kardinalskollegiums. Patrizi Naro war Ehren- und Devotions-Großkreuz-Bailli des Souveränen Malteserordens und von 1860 bis 1876 Großprior des Großpriorates von Rom des Malteserordens.
Patrizi Naro starb am 17. Dezember 1876 im Alter von 78 Jahren in Rom und wurde dort in der Kirche Natività („Geburtskirche“) in der Via Nomentana beigesetzt. Als die Kirche 1902 abgebrochen und durch die Pfarrkirche San Giuseppe a via Nomentana ersetzt wurde, überführte man seine Gebeine in die Lateranbasilika. In der Kathedrale von Palermo erinnert eine Inschrift an Kardinal Costantino Patrizi Naro.